# Michiel de Ruiter (freestyleskiër)
Michiel Adriaan (Michiel) de Ruiter (Ermelo, 11 maart 1964) is een Nederlands voormalig freestyleskiër, die gespecialiseerd was in het onderdeel aerials. Hij vertegenwoordigde Nederland op de Olympische Winterspelen 1992 in Albertville (waar het onderdeel aerials nog een demonstratiesport was) en op de Olympische Winterspelen 1994 in Lillehammer. Hij is getrouwd met oud-hockeyinternational Margriet Zegers en heeft drie kinderen.

## Carrière
De Ruiter, die meermalen nationaal kampioen trampolinespringen was, maakte zijn wereldbekerdebuut in maart 1985 in Oberjoch. Viermaal behaalde hij een toptienklassering in de wereldbekerwedstrijden: twee keer in 1990, in 1993 en in 1994. Zijn beste eindklassering in de wereldbeker was plaats 23; zowel in 1987/1988 als in 1993/1994 behaalde De Ruiter die positie. Gedurende zijn carrière nam hij viermaal deel aan de wereldkampioenschappen freestyleskiën. Zijn beste resultaat was een achttiende plaats op het onderdeel aerials dat hij zowel in 1989 als in 1991 behaalde.
Het freestyleskiën werd in 1988 als demonstratiesport geïntroduceerd op de Olympische Winterspelen. Vier jaar later was het door De Ruiter beoefende onderdeel nog steeds een demonstratieonderdeel, maar in 1994 werd het wel officieel een olympische discipline. De Ruiter werd in Albertville (1992) twaalfde; in Lillehammer (1994) kwam hij tot de zeventiende plaats. Hij was in 1994 de vijfde Nederlandse olympische skiër ooit en sinds 1952 de eerste sporter die voor Nederland in de sneeuw uitkwam.
De Ruiter begon na zijn professionele carrière een eigen bedrijf dat overal sneeuw kan produceren. Hij maakte onder meer de sneeuw voor de film Everest (2015). Voor zijn bedrijf bouwde hij begin 2018 tevens de skischans van de olympische freestyleskiwedstrijden van het onderdeel aerials in Pyeongchang, Zuid-Korea.

## Resultaten

### Olympische Spelen
| Jaar | Plaats      | Resultaten      |
| ---- | ----------- | --------------- |
| 1992 | Albertville | 12e Aerials (*) |
| 1994 | Lillehammer | 17e Aerials     |

* Het onderdeel aerials was in 1992 nog een demonstratiesport.

### Wereldkampioenschappen
| Jaar | Plaats                | Resultaten  |
| ---- | --------------------- | ----------- |
| 1986 | Tignes                | 34e Aerials |
| 1989 | Oberjoch              | 18e Aerials |
| 1991 | Lake Placid           | 18e Aerials |
| 1993 | Altenmarkt-Zauchensee | 21e Aerials |

### Wereldbeker
Eindklasseringen
| Seizoen   | Algm | AE  |
| --------- | ---- | --- |
| 1985/1986 | 126e | 53e |
| 1986/1987 | 77e  | 27e |
| 1987/1988 | 62e  | 23e |
| 1989/1990 | 91e  | 31e |
| 1990/1991 | 68e  | 25e |
| 1991/1992 | 102e | 36e |
| 1992/1993 | 113e | 46e |
| 1993/1994 | 62e  | 23e |